# 米阿斯河
米阿斯河（羅馬化：Miass）是一条流经俄罗斯境内车里雅宾斯克州和库尔干州的一条河流。它是伊谢季河的右支流。其长度为658公里。流域面积为21,800平方公里。米阿斯河在10月和11月过后会冻结直至次年4月。车里雅宾斯克和米阿斯就坐落在米阿斯河畔。